# Рассохіна Альона
Альо́на (Олена) Рассо́хіна (* 1990) — українська спортсменка змішаних єдиноборств, яка виступає в легкій та найлегшій вагових категоріях ONE Championship.

## З життєпису
Народилась 1990 року в місті Дніпропетровськ. Почала займатися за наполяганням батька — після того, як над нею знущалися в школі. Батько вирішив, що донька повинна навчитися захищатися.
Почала професійну кар'єру 2010 року. З жовтня 2020-го по грудень 2020 року посідала 9-те місце в жіночій легкій вазі за Fight Matrix Посідала третє місце в рейтингу «ONE Championship Women's Atomweight». Чемпіонка Європи, багаторазова чемпіонка України з рукопашного бою.
Після народження доньки Дарини зробила чотирирічну перерву у виступах. Разом із чоловіком Олексієм Федоновим, теж бійцем змішаних єдиноборств, є головним тренером клубу «Лють» у Дніпрі.
2020 року брала участь у психологічному сімейному реаліті «Супермама»..
Станом на грудень 2023 року має 13 перемог і 5 поразок.